# Гајгер (Алабама)
Гајгер (енгл. Geiger) град је у америчкој савезној држави Алабама. По попису становништва из 2010. у њему је живело 170 становника.

## Демографија
Према попису становништва из 2010. у граду је живело 170 становника, што је 9 (5,6%) становника више него 2000. године.
| Група             | 2000.       | 2010.       |
| Белци             | 48 (29,8%)  | 42 (24,7%)  |
| Афроамериканци    | 113 (70,2%) | 125 (73,5%) |
| Азијати           | 0 (0,0%)    | 0 (0,0%)    |
| Хиспаноамериканци | 0 (0,0%)    | 5 (2,9%)    |
| Укупно            | 161         | 170         |